# Władysław Witold Spychalski

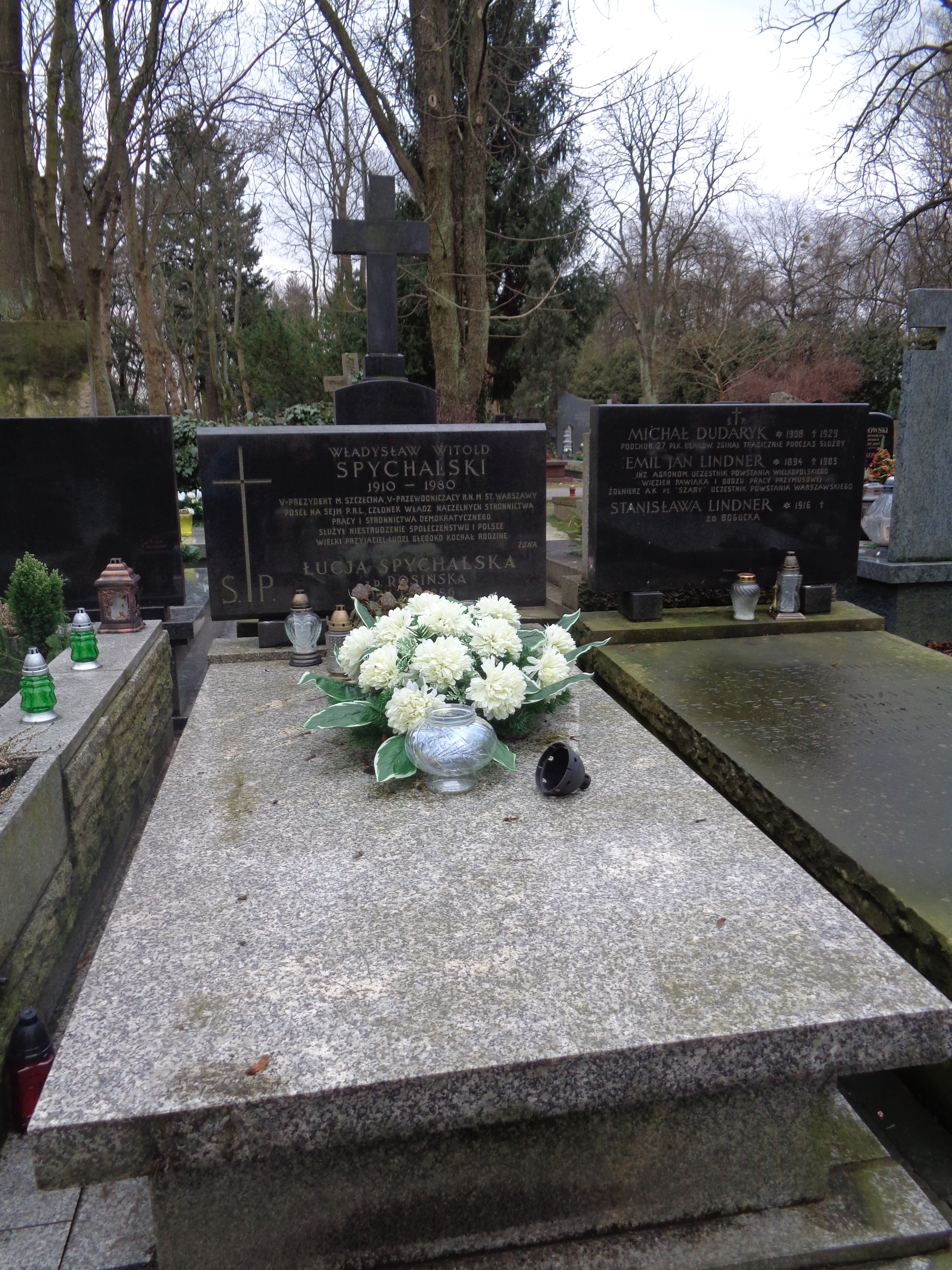
Grób Władysława Witolda Spychalskigo na wojskowych Powązkach

Władysław Witold Spychalski (ur. 14 lipca 1910 w Bałtowie, zm. 11 października 1980 w Warszawie) – polski działacz społeczny i polityk, wiceprezydent Szczecina (1949–1950), poseł na Sejm PRL I i II kadencji (1952–1961). 

## Życiorys
Urodził się w rodzinie nadleśniczego w guberni kieleckiej. Studiował na Wydziale Prawa Uniwersytetu Poznańskiego i tamtejszej Akademii Handlowej, po czym pracował w sektorze bankowym. W czasie II wojny światowej zatrudniony jako robotnik, m.in. w fabryce maszyn rolniczych "Unia" w Grudziądzu. Po wyzwoleniu został naczelnikiem Wydziału Przemysłu w mieście. Organizował Stronnictwo Pracy na terenie ziemi chełmińskiej, był jego powiatowym prezesem. W 1947 został mianowany wicestarostą chełmińskim z rekomendacji SP. Od 1949 pełnił obowiązki wiceprezydenta Szczecina jako następca Józefa Maciejewskiego. W tym czasie sprawował też funkcję wiceprzewodniczącego Zarządu Wojewódzkiego SP. Później przez dwie kadencje był wiceprzewodniczącym Miejskiej Rady Narodowej w Szczecinie. W 1950 wraz z większą częścią działaczy przeszedł do Stronnictwa Demokratycznego, gdzie zasiadł w jego CK jako wiceprzewodniczący. Przez pewien okres był również przewodniczącym WK SD w Szczecinie. 
W 1952 uzyskał mandat poselski z okręgu Szczecin. Pięć lat później ponownie wybrany do Sejmu, w którym zasiadał do 1961. W I kadencji był członkiem Komisji Spraw Ustawodawczych, w II Komisji Spraw Wewnętrznych. Po odejściu z Sejmu pełnił m.in. obowiązki przewodniczącego Stołecznego Komitetu SD i wiceprzewodniczącego Prezydium Rady Narodowej m.st. Warszawy (1958–1972). Działał społecznie w Towarzystwie Przyjaźni Polsko-Finlandzkiej (jako wiceprzewodniczący), a także w Polskim Czerwonym Krzyżu (jako wiceprezes oddziału stołecznego). 
Został odznaczony m.in. Orderem Sztandaru Pracy II klasy, Krzyżem Kawalerskim i Komandorskim Orderu Odrodzenia Polski, a także Złotym Krzyżem Zasługi (1955) i Odznaką Honorową PCK I stopnia. Za działalność na rzecz przyjaźni polsko–fińskiej uhonorowany Krzyżem Komandorskim Orderu Lwa Finlandii. 
Zmarł w Warszawie w 1980. Został pochowany na Cmentarzu Komunalnym na Powązkach (kwatera A15-5-28). 
Był żonaty z Łucją Spychalską.